# Patinação artística nos Jogos Olímpicos de Inverno de 1972 - Duplas
A competição de duplas da patinação artística nos Jogos Olímpicos de Inverno de 1972 foi disputado entre 16 duplas.

## Medalhistas
| Ouro   | URS Irina Rodnina / Alexei Ulanov       |
| Prata  | URS Liudmila Smirnova / Andrei Suraikin |
| Bronze | GDR Manuela Groß / Uwe Kagelmann        |

## Resultados
| #                 | Nome                                  | País                   | PC | PL | Pontos | Pos. |
| ----------------- | ------------------------------------- | ---------------------- | -- | -- | ------ | ---- |
| Medalha de ouro   | Irina Rodnina / Alexei Ulanov         | URS União Soviética    | 1  | 1  | 420.4  | 12   |
| Medalha de prata  | Liudmila Smirnova / Andrei Suraikin   | URS União Soviética    | 2  | 2  | 419.4  | 15   |
| Medalha de bronze | Manuela Groß / Uwe Kagelmann          | GDR Alemanha Oriental  | 3  | 3  | 411.8  | 29   |
| 4                 | JoJo Starbuck / Kenneth Shelley       | USA Estados Unidos     | 4  | 4  | 406.8  | 35   |
| 5                 | Almut Lehmann / Herbert Wiesinger     | FRG Alemanha Ocidental | 5  | 6  | 399.8  | 52   |
| 6                 | Irina Cherniaeva / Vasili Blagov      | URS União Soviética    | 6  | 5  | 399.1  | 52   |
| 7                 | Melissa Militano / Mark Militano      | USA Estados Unidos     | 8  | 7  | 393.0  | 65.5 |
| 8                 | Annette Kansy / Axel Salzmann         | GDR Alemanha Oriental  | 7  | 8  | 392.6  | 68   |
| 9                 | Sandra Bezic / Val Bezic              | CAN Canadá             | 9  | 9  | 384.9  | 84   |
| 10                | Corinne Halke / Eberhard Rausch       | FRG Alemanha Ocidental | 10 | 10 | 381.1  | 87   |
| 11                | Grazyna Kostrzewinska / Adam Brodecki | POL Polônia            | 11 | 11 | 377.8  | 95.5 |
| 12                | Barbara Brown / Douglas Berndt        | USA Estados Unidos     | 12 | 13 | 366.9  | 114  |
| 13                | Florence Cahn / Jean Roland Racle     | FRA França             | 13 | 12 | 364.5  | 116  |
| 14                | Linda Connolly / Colin Taylforth      | GBR Grã-Bretanha       | 14 | 14 | 360.6  | 126  |
| 15                | Mary Petrie / John Hubbell            | CAN Canadá             | 15 | 15 | 358.5  | 129  |
| 16                | Kotoe Nagasawa / Hiroshi Nagakubo     | JPN Japão              | 16 | 16 | 345.5  | 144  |

Legenda
| Recorde mundial      | Recorde mundial (World record)               |                       | Recorde africano                      | Recorde africano (African) |                                           | Q | Classificado por posição (Qualified) |
| Recorde olímpico     | Recorde olímpico (Olympic record)            | Recorde da América    | Recorde da América (Americas)         | q                          | Classificado por melhor tempo (Qualified) |   |                                      |
| Melhor marca do ano  | Melhor marca do ano (World leading)          | Recorde asiático      | Recorde asiático (Asian)              | DNS                        | Não largou (Did not start)                |   |                                      |
| Recorde nacional     | Recorde nacional (National record)           | Recorde europeu       | Recorde europeu (European)            | DNF                        | Não terminou (Did not finish)             |   |                                      |
| Recorde pessoal      | Recorde pessoal do atleta (Personal best)    | Recorde da Oceania    | Recorde da Oceania (Oceania)          | DSQ / DQ                   | Desclassificado (Disqualified)            |   |                                      |
| Recorde da temporada | Recorde da temporada do atleta (Season best) | Recorde sul-americano | Recorde sul-americano (South America) | NM                         | Sem marca (No mark)                       |   |                                      |